# Bhojudih
Bhojudih är en ort i Indien.   Den ligger i distriktet Dhanbad och delstaten Jharkhand, i den östra delen av landet, 1 100 km sydost om huvudstaden New Delhi. Bhojudih ligger 158 meter över havet och antalet invånare är 9 109.
Terrängen runt Bhojudih är platt. Runt Bhojudih är det tätbefolkat, med 411 invånare per kvadratkilometer. Närmaste större samhälle är Dhanbad, 18,0 km norr om Bhojudih. Omgivningarna runt Bhojudih är en mosaik av jordbruksmark och naturlig växtlighet.